# Rodillazo (defensa personal)

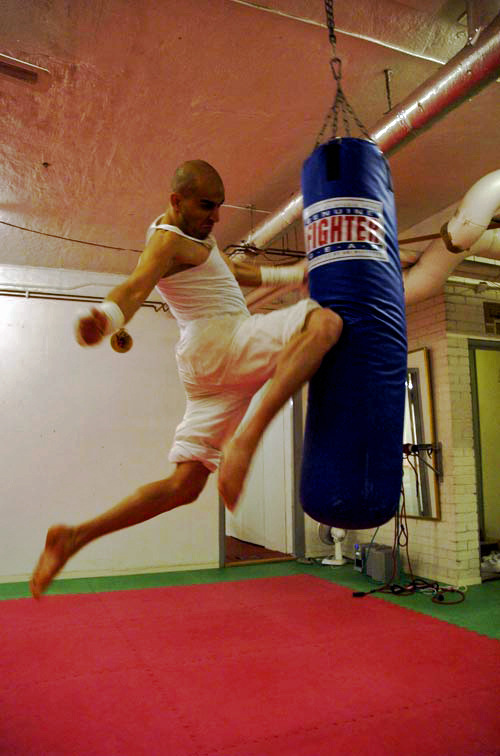
Rodillazo frontal aéreo.

Un rodillazo (comúnmente conocido simplemente como golpe de rodilla) es un golpe con la rodilla, ya sea con la rótula o el área circundante. Los rodillazos son una práctica prohibida en muchos deportes de combate, en especial aquellos que incorporan dicho golpe a la cabeza de un oponente derribado. Estilos como el Muay Thai y varias organizaciones de artes marciales mixtas permiten el empleo de dichos golpes a nivel competitivo dependiendo del grado de experiencia de los usuarios.

## Rodillazo frontal
El rodillazo frontal  (también llamado rodillazo recto), es un golpe típico de rodilla, e implica impactar la parte frontal de la rodilla con el cuerpo o la cabeza de un oponente. El rodillazo frontal se puede aplicar estando de pie o en una posición de grappling. Una posición de cierre particularmente efectiva para impactar este golpe en el oponente es mediante el agarrecorbata de doble cuello usado en el Clinch (combates de agarre), donde se controla la cabeza del oponente. En el grappling, las rodillas delanteras pueden ser efectivas desde algunas posiciones superiores, como el control lateral y la posición norte-sur. World Muaythai Council.
Los objetivos típicos de la rodilla frontal incluyen la cabeza, las caderas, las costillas, el plexo solar, el estómago y los muslos. En Muay Thai, una corbata de doble cuello con una rodilla delantera en la cara se llamaba tradicionalmente Hak Kor Aiyara. La ingle es ampliamente considerada como el objetivo clave para los ataques de rodilla en una pelea real, de acuerdo con el karate, tae kwon do, muay thai y muchas otras artes marciales.

## Rodillazo angular

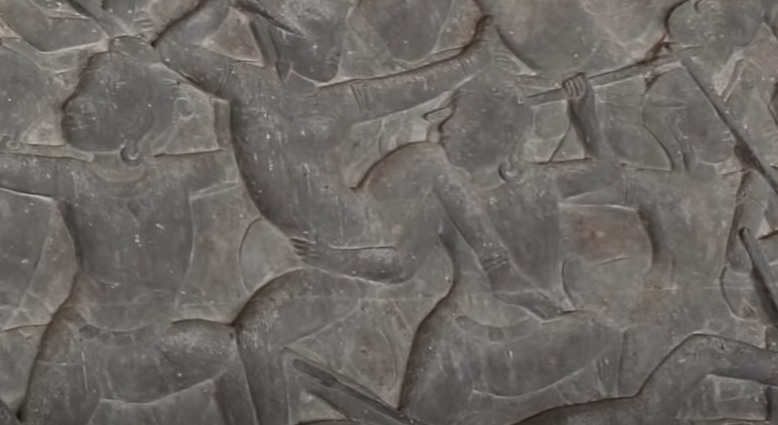
Ataque de rodilla, Angkor Wat,, Camboya

El rodillazo angular (también llamado rodillazo lateral, rodillazo circular o rodillazo redondo) es similar al rodillazo frontal, excepto que no usa un movimiento totalmente frontal, sino que involucra una rotación de cadera normalmente a un ángulo de 45°. Esta técnica se emplea como ataque (siendo los objetivos típicos costillas flotantes,  caderas, y el lado del abdomen), así como de defensa, a menudo cuando se intenta proteger de un rodillazo frontal.

## Rodillazo aéreo
El rodillazo aéreo (conocido como  hanuman thayarn  en Muay Thai, y algunas veces llamado rodillazo saltando) es un golpe de rodilla muy similar al de una rodillazo frontal excepto que se realiza exclusivamente de pie y a menudo corriendo hacia el oponente. El rodillazo aéreo puede aplicarse girando el cuerpo de modo que el área circular alrededor de la rodilla golpee al oponente, y se use más como un ataque de empuje ofensivo en lugar de un ataque de KO. Generalmente, los golpes de rodilla saltando pueden aplicarse efectivamente cuando el oponente está desequilibrado, recuperándose de golpes anteriores, o como un contraataque ante el golpe del oponente. Un famoso golpe de este tipo en la cultura pop es "el rodillazo de la justicia" utilizado por Capitán Falcon en la serie Super Smash Bros.